# Airsoft
Az airsoft szó egy (6 vagy 8 mm átmérőjű, műanyag vagy biológiailag lebomló) gömblövedéket kilövő, „alacsony” energiájú légfegyverekkel játszott hobbi-sport gyűjtőneve. Az airsoft-fegyverek az eredeti eszközök hasonmásai, ám teljesen eltérnek az igazi lőfegyverektől. Teljesítményük tipikusan 0.5-3.3 Joule, ezért meg sem közelítik a szabadon tartható légfegyverekre előírt 7.5 J, vagy a festéklövő-fegyverekre érvényes 15 J korlátot. A gömblövedékek (röviden: BB) nem hagynak festéknyomot, így az eltalált játékosnak kell a találatot jeleznie. Az airsoft tehát a résztvevők becsületességén, korrektségén alapszik - inkább komoly hobbi, mint versenysport.
Fő irányzata egyfajta szimuláció, melyben két csapat játszik egymás ellen egy terepakadályokkal szabdalt pályán. A játékok lehetnek ún. végkiállósak vagy visszaállósak, attól függően, mekkora pályán játsszák ezeket, illetve hány fő vesz bennük részt. Továbbá, hogy a játékszervező miként rendelkezik. Cél egy adott feladat teljesítése, ami lehet pl. terület elfoglalása, valamilyen céltárgy megszerzése, fontos személy útvonalon való végigkísérése, vagy valósághű katonai szimuláció (Mil Sim) akár több napos lebonyolítással.

## Az airsoft története
Az Airsoft az 1970-es évek elején Japánból indult ki, amikor Ichiro Nagata, aki maga is lelkes lövöldözős rajongó, azon gondolkodott, hogy olyan modellfegyvereket készítsen, amelyek valódi lövedékeket lőnek, amelyek nem tudnak ölni. Ezeket a "fegyvereket" lágylevegős (soft air) fegyverként hirdették, a lövöldözés szerelmeseinek igényeihez igazítva, miközben megfelelnek Japán szigorú fegyverszabályozási törvényeinek. A "soft air" elnevezés a hajtógázként használt sűrített freon-szilikon olajkeverékre utalt [később felváltotta a "Green Gas" (Zöldgáz) néven ismert propán-szilikon olajkeveréket], amely lényegesen gyengébb volt, mint a tartályban használt CO2-vel hajtott légfegyverek (pellet- és BB-fegyverek). Eredetileg céllövészetre tervezték, azonban ezekben a "soft air" fegyverekben használt műanyag golyók az alacsony torkolati energia miatt, sérülés nélkül lőhetők emberre. Miután a Tokyo Marui bemutatta forradalmi elektromos motor-hajtómű-konstrukcióját, amely folyamatos gyorstüzelést tett és tesz lehetővé. Az újratölthető akkumulátoroknak köszönhetően a soft air fegyverek népszerűvé váltak az alkalmi hadijátékokban is, amelyeket a japánok túlélőjátékoknak (サバイバルゲーム, sabaibaru gēmu) hívnak. Az Asahi Firearms egy japán modellező cég volt, amely az 1980-as és 90-es években működött, és az airsoft hobbi egyik korai úttörője volt.

Az Airsoft fegyverek az 1980-as évek végén és az 1990-es évek elején az LS nevű cégen keresztül terjedtek el az Egyesült Királyságban. Külön alkatrészenként adták el őket, és össze kellett szerelni, mielőtt lőni tudtak volna vele. Ezek aztán Európa többi része és Észak-Amerika számára is elérhetővé váltak, és gyorsan népszerűek lettek világszerte. Az 1980-as évek közepe óta az airsoftot szabadidős tevékenységként adaptálták, és a sport minden korosztály számára elérhető. Az Airsoft replikákat világszerte gyártják, a legtöbbet Kelet-Ázsiában. Az Egyesült Államokban számos bűnüldöző szerv és katonai egység kezdi használni az airsoftot, "force-on-force tactical training" gyakorlatokhoz.

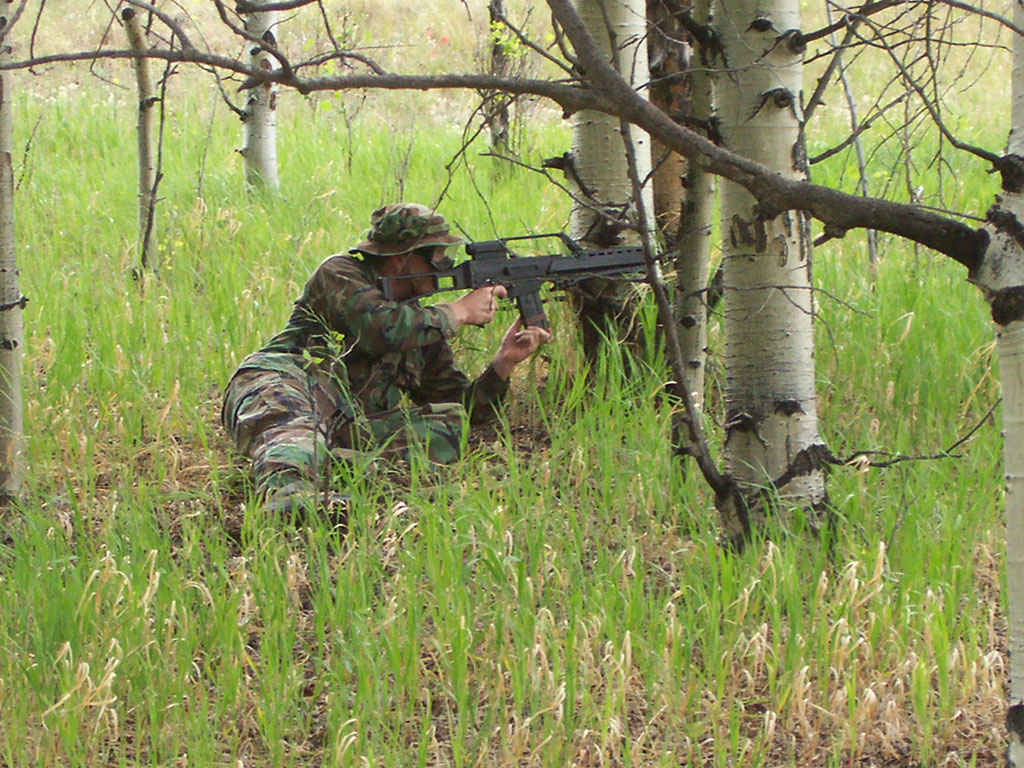
Airsoft közben

## Ki játszhatja az airsoftot
- Magyarországon az airsoft alap szabályait a MASZ (Magyar Airsoft Szabályzat) rögzíti. Minden ország airsoft közössége saját magának szabja meg a játék alapfeltételeit, az adott ország jogszabályainak és törvényeinek megfelelően.
- A játékban való részvételhez fontos ismerni a MASZ-ban leírt alapszabályokat.
- Magyarországon kiskorú, de minimum 18 évét betöltött személy csak nagykorú felügyeletével használhat airsoft-fegyvert[6]. Bizonyos replikatipusokat csak 18 évet betöltött személyek kezelhetnek.Esetenként a játékszervező dönthet úgy, hogy szülői felügyelet mellett akár 14 éves kortól is részt lehet venni airsoft játékokon. Rendkívüli esetekben nyilatkozattételt kell tenni, amihez formanyomtatvány a MASZ végén található.

## Airsoft eszközök és minimális felszerelés
Az gázüzemű airsoft fegyverek Green Gas, CO2 (szén-dioxid), vagy HPA (High Pressure Air) segítségével lövik ki a 6 milliméteres műanyag lövedéket. A minden lövésnél felhúzandó, dugattyús, rugós eszközöket „spring” fegyvereknek hívják. Ezen eszközök legtöbbször az éles pisztolyok, illetve mesterlövész puskák másolatai.
A gázzal üzemelő pisztolyokat GBB vagy GNB-nek hívjuk, aszerint, hogy lövéskor a szán hátrasiklik vagy sem. Ezen fegyverek szintén pisztolyok, illetve mesterlövész fegyverek másolatai.
A harmadik, legelterjedtebb kategória az AEG (vagy AEP), ahol a dugattyút elektromotor húzza fel egy fogaskerék áttételen keresztül. Az AEG típusok a mai öntöltő fegyverek külső másolatai és sorozatot lőnek, ezek alkotják az airsoft hobbi-sport fő vonulatát.
A minimális felszerelés, amivel egy átlagos airsoft játékon már részt tudunk venni:
- védőfelszerelés, ami minimum egy védőszemüvegből, de ma már inkább arcmaszkból,
- egy AEG fegyverből (tárral + akkumulátorral), esetlegesen hozzá való póttár(ak)ból,
- továbbá erősebb munka-, de inkább katonai ruházatból
- és nem utolsósorban bakancsból áll.

## Nyilatkozat
"Az airsoft játékosok nem képviselnek semmilyen katonai vagy félkatonai szervezetet, politikai, vallási vagy etnikai csoportot. Az airsoft a paintballhoz hasonló biztonságos, erőszakmentes stratégiai-taktikai játék, melyet törvénytisztelő állampolgárok százezrei űznek világszerte. Az airsoft nem kívánja a háborút, a fegyveres konfliktusokat dicsőíteni, nem a valóságot szimulálja - csupán egy játék. Az airsoft eszközök olyan országokban is szabadon birtokolhatók, ahol a legszigorúbb szabályozás alá esik a fegyvertartás."

## Jogi tudnivalók
- Magyarországon minden airsoft fegyver szabadon tartható és a 7,5 joule alatti légfegyver kategóriába tartozik.
- A tizennyolcadik életévét betöltött személy szabadon vásárolhat airsoft fegyvert.
- A tizennyolcadik életévét be nem töltött személy csak cselekvőképes, nagykorú személy felügyelete mellett használhat festéklövő fegyvert, légfegyvert.
- Használni lőtéren (pincelőtéren, szobai lőtéren), céllövöldében, bekerített magánterületen, a fegyver használatára vonatkozó biztonsági előírások betartása mellett, kizárólag sportlövészetre vagy céllövészetre használható
- Az airsoft fegyvert a hozzá tartozó lövedékektől elkülönítve, jól zárható helyen úgy kell tárolni, hogy illetéktelen ne férjen hozzá.
- Szállítani csak töltetlenül, zárt tárolóeszközben, becsomagolva szabad.

## Hazai Airsoft Szabályzatok
MASZ / Magyar Airsoft Szabályzat
A hazai airsoft veteránjai által 2006-ban létrehozott és ma is a legnagyobb körben elterjedt és használt szabályrendszer. Az évek során a nagyobb hazai airsoft közösségek véleményezés után újabb, frissített verziói láttak napvilágot. A szabályzat nagy előnye és erőssége, hogy a biztonságos fegyverhasználat és játék szempontjait szem előtt tartva próbál kitérni a játékkal kapcsolatos területekre. Aki ezen rendszer alapján szervez játékot illetve játszik az biztonságban tudhatja magát és játékos társait. Továbbá nagy előnye más szabályzatokkal szemben, hogy az egyik legrégebbi és legjobban elterjedt, így ezen elvek szerint játszó játékosok, szinte "egy nyelvet beszélnek", ami megkönnyíti a dolgunkat ha máshova mennek mint "vendégjátékos" vagy játék szervezőként játékukat szélesebb közönségnek hirdetik. Az ún. Game Marshallok intézménye működik mellette.
A szabályzatot itt elolvashatod: Magyar Airsoft Szabályzat 2.0
ÁASZ 2.0 / Általános Airsoft Szabályzat 2.0
Elsősorban az Észak-Dunántúlon alkalmazott, gyakorlatias, a sportszerűséget fokozottan megkövetelő szabályzat. Kizárólag 18 éves kortól enged pályára lépni, tiltja a "locsolást". Olyan gyakorlottabb, fegyelmezettebb közösségeknek ajánljuk, akik a szabályok maradéktalan betartására és betartatására képesek. Az ún. Bizalmi-k rendszere működik mellette.
A szabályzatot itt elolvashatod: Általános Airsoft Szabályzat 2.0 Archiválva 2024. március 18-i dátummal a Wayback Machine-ben
MilSim
A harcterek valóságához legközelebb álló szabályzat, elkötelezetteknek. Az ÁASZ-szel vagy a MASZ-szal együtt, azokba beépítve, azok érintett rendelkezéseit felülírva alkalmazható.
A szabályzatot itt elolvashatod: MilSim Plug-In 2.0
MilSim Pro
A MilSim szabályzatának újraírt verziója. A hangsúlyt még inkább a valós harcterek szabályaihoz helyezi, de a MASZ/ÁSSZ által megkötött biztonsági határ (600 FPS w/.20g 6mm BB) betartásával.
Ez a szabályzat köti meg az abszolút határt, ameddig biztonsággal játszható a sport. MilSim Pro plug-in 1.0

## Fegyver alapszabályok
Az airsoft játékosnak tisztában kell lennie és alkalmaznia kell tudnia a légfegyverek használata során a fegyverkezelés általános biztonsági szabályait, valamint tisztában kell lennie a Magyarország területén érvényes, vonatkozó törvényekkel, jogszabályokkal és egyéb rendelkezésekkel.

## Fegyvertípusok
Spring vagy felhúzós fegyverek:
Ezek főleg pisztolyokat, pár puskát, sörétes puskákat és komoly lőtávú mesterlövész fegyvereket takarnak. Itt minden egyes lövés előtt kézzel kell a dugattyút felhúzni. A shotgun ill. sniper kivételével általában nem nagy energiával lőnek, viszont olcsóbbak a többi kategóriánál. Kezdő társaságoknak ajánlott, illetve a fiatalok kedvencei.
Gázzal üzemelő fegyverek:
Ezek főleg pisztolyok. Illetve a 2009-es év második felében jelentek meg az ACM gyár kiadásában az M4/M16 valamint a SCAR széria tagjai gázos kivitelben. Itt propán vagy szén-dioxid gáz adja a lövedék kezdő sebességét ill. a szán felhúzásával az újratöltés is ezen energiával valósul meg. Ezek az ún. Gas Blow Back (GBB) pisztolyok, vagy puskák, melyek a hüvely kivetésén kívül ugyanúgy működnek, mint az éles félautomata öntöltő fegyverek. Természetesen a gáz működés közbeni hűlése ill. a téli szabadtéri hőmérséklet csökkenése jelentősen befolyásolja ezen kategória használhatóságát. Emiatt télen javasolt az erősebb gáz használata (Green Gas 16 / Red Gas 22)
Elektromos fegyverek, vagy AEG-ek (Automatic Electric Gun), AEP-ek:
Itt egy nagy teljesítményű akkumulátorral hajtott elektromotor húzza fel a dugattyút, akár egymás után sok százszor, vagyis az alap működés itt az egyes vagy a sorozatlövés.
Ezen fegyverek alkotják az airsoft fő vonulatát. Általában mai öntöltő puskák, smg-k másolatai. Egy jó minőségű japán modell alapból 40-50 méteres lőtávval, centiméteres pontossággal rendelkezik. Kaphatók hozzá pót- és tuning alkatrészek, kiegészítők, nagy kapacitású póttárak, sínek, optikai célzók, hangtompítók, konverziós szettek stb.
Ez utóbbi a legdrágább kategória a három közül, de mint minden komoly hobbi-sportnál a minőséget, a látványt, az üzembiztos működést meg kell fizetni.
Magyarországon fellelhető komolyabb AEG gyártók márkái:
Classic Army; Tokyo Marui; G&P; ICS; G&G
Mára már megfelelő szintet megütő kínai gyártók márkái:
Cyma; Jing gong; AGM; D-Boys/Boyi; A&K; Galaxy; Double Eagle; Wellfire stb.
AEP: Automata Elektromos pisztoly mely a relatív kis akkumulátor miatt tipikusan nem szánhátrasiklásos. A gázos pisztolyokhoz képest kisebb torkolati energia jellemzi őket, viszont télen is üzemeltethetők és alapból tudják a sorozatlövést. Relatív olcsóságuk miatt közkedvelt másodfegyvernek számítanak.

## Tár
Az airsoftos eszközök lövedék adagoló eszköze. Fajtái:
Gázos tár
Főleg gázos pisztolyoknál és a Maruzen cég géppisztolyainál használt, de találhatunk mesterlövész kategóriájút is. Itt a golyók mellett egy betöltőszelepen keresztül hajtógázt is kell bele töltenünk.
AEG tár
- Real-Cap tár: Az általa másolt tár valós kapacitását veszi alapul. Általában 5-30 BB befogadására alkalmas.
- Alap tár: Az adott fegyvergyártó adott típusához gyárilag adott tártípus. Pl.: Tokyo Maruinál Low-Cap tárat, Classic Army, ICS, G&P, G&G, VFC fegyvereknél Hi-Cap tárat takar.
- Low-Cap tár: Kis kapacitású 28-70 BB befogadására alkalmas, tipikusan felülről, adagolóval vagy pálcával tölthető ún. rugós tár. Főleg Tokyo Marui tárak és ezek másolati. Előnye hogy nem zörögnek benne a BB-k és nem kell őket tekerni. Hátrányuk a relatív kis tárkapacitás.
- Mid-Cap tár: Közepes kapacitású 50-150 BB befogadására alkalmas szintén rugós tár. Ez ötvözi a rugós és a felhúzós tárak előnyeit.
- High-Cap tár: Nagy kapacitású 200-600 BB befogadására alkalmas. Itt a BB-t felülről egy tárolóba öntjük, amit a tárfenéken található tekerővel juttatunk el a tárajakhoz. A tárba található laprugós szerkezet bizonyos tekerési energiát eltárol, így azt ritkábban kell felhúzni. Hátránya hogy a nem teli tár zörög és tekerni kell, ami sokaknak illúzióromboló. Ellenben elég sokáig ellehetünk tárcsere nélkül.
- Motoros és "Drum" tárak: Extra nagy kapacitású 500-5000 BB befogadására alkalmas motoros vagy felhúzós elven működnek. Jelenlegi Magyar Airsoft Szabályzat (MASZ) szerint csak támogató fegyverekben használható.

Ma elmondható, hogy a forgalomba kerülő airsoft AEG fegyverek döntő többsége egy db High-Cap tárral szerelt. Ehhez a későbbiek folyamán játékstílusunknak megfelelően a következőket érdemes beszerezni: +1 db High-Cap, vagy min. 2-3 db Mid-Cap, esetleg min. 5-8 db alap/Real-Cap tár. Két tárnál tárösszefogóval tudjuk a szállítást (és a gyors tárcserét) megoldani, ennél több darabnál, már mindenképp a típusnak megfelelő tártartó ajánlott. Ezeket combra, övre vagy mellényre tudjuk felerősíteni.
AEP, Spring, elektromos, shotgun shell tár
Itt általában felülről tölthető rugós tárakról beszélünk. Shotgun shell is rugós csak shell kinézetű de egy cég készít saját fegyveréhez gázos kivitelűt is.
Gránátvető gránát
Első ránézésre nem tár, de működésre és alkalmazásra egy gázos tárhoz hasonló, vagyis gázt és BB-t kell adagolni bele, illetve mindenképpen (gránátvető) fegyverbe kell behelyezni. A hagyományos tárakhoz képest további különbség hogy egylövetűek, vagyis egy lövéssel az összes BB-t kilövik, illetve nem egy, hanem több BB betöltőnyílásuk van, ami egyben a kilövés csöve is.

## Lövedék
Az airsoft fegyverek lövedéke egy közel 6 mm átmérőjű könnyű műanyag (vagy biológiailag lebomló) golyó.
Legelterjedtebb magyar nevei:
BB, golyó, bogyó, skuló, lövedék, lőszer.
Ez utóbbi használata az airsoftban nem szerencsés, mivel a BB csak lövedékből áll, illetve ami fontosabb hogy lőfegyver terminológiában használatos általában lőporral, csappantyúval és lövedékkel, hüvelybe szerelt eszközt vagyis "éles" lőszert értünk alatta, ami a hazai jogszabályok szerint nem szabadon tartható, így teljességgel más kategória.

A BB-k tulajdonságait két fő jellemző határozza meg:
A BB minősége. Ezt nagyon sok egyéb jellemző határozza meg de a lényeg, hogy a BB-nek minél gömbölyűbbnek, minél simábbnak, tömegében azonosnak és sorja mentesnek kell lennie. Ezek elég nehezen ellenőrizhető dolgok, a legjobb a lőteszt. Ha átlagos használati távolságra megfelelő lőképet lehet folyamatosan az adott lövedéktípussal lőni és az számodra megfelelő, akkor az adott fajta jónak mondható.
A BB tömege. Az airsoftos BB-k különböző tömegűek lehetnek 0,12 grammtól tipikusan 0,43 grammig:
- 0,12 grammos BB általában sokkal színesebb és főleg a kategória legkisebb energiájú illetve a mára lassan kihaló ún. nem hop-up-os fegyvereibe használják a nagyobb lőtáv miatt. Viszont ezen lövedékre a szél illetve az esetleges tereptárgy (levél, faág) van a legnagyobb hatással. Mára elmondható, hogy airsoft játékban kevésbé használt, viszont kis kategóriájú fegyverekben (0,5 J alatt), illetve például airsoft gránátvetőbe, aknákba kiválóan használható.
- 0,20 grammos BB az airsoftos fegyverek fő lövedéke. Minden alap energiájú fegyverhez (0,7-1,2 J) ezt ajánlják. Mivel ebből gyártják a legtöbbet így a BB-k között tömegre vetítve ez a legolcsóbb. Kezdőknek mindenképp ez ajánlott.
- 0,23 grammos BB az airsoftos fegyverek köztes lövedéke. Átmenetet képez a két legtöbbet használt lövedék a 0,20 és a 0,25 grammos között. Itt megpróbálták ötvözni a nagyobb tömeg adta biztonságosabb röppályát a kisebb tömeg adta nagyobb lőtávot. Esetleg érdemes kipróbálni, de a felhasználás szintjéből látszik, hogy nem lett "csodaszer".
- 0,25 grammos BB az airsoftos fegyverek másik fő lövedéke. Minden nagyobb energiájú AEG fegyverhez ezt ajánlják. Itt kisebb lőtáv viszont szebb röppálya és ehhez kapcsolódó jobb lőkép érhető el vele. Bokros, erdős részen az átlövő képessége is nagyobb a 0,20-asnál. A nagyobb tömeg miatt, nagyobb az áthatolás esélye. Ez főleg ott előnyös ahol már 0,20 grammossal nem tudunk átlőni, de a nagyobb tömegűek közül 1-1 BB áthatol és esetlegesen talál is.
- 0,28 grammos BB nagyobb lőtávú ún. mesterlövész kategóriájú fegyverek belépő tömegű lövedéke. Relatív drágaságuk miatt általában AEG fegyverekben nem használják. Itt a szebb lőkép már nem ellenzi tömeg okozta lőtáv csökkenést. Mondjuk komolyabb szél esetén kevésbé kell "kanyarba" lőni vele.
- 0,29 - 0,43 grammos BB már csak a mesterlövész kategóriájú fegyverek által használatos. Általában áruk jóval magasabb a 0,2-0,25 grammos kategóriákhoz képest. Ilyenből gyártanak nagyon jó minőségű precíziós lövedéket is melynek darab ára 8-12 Ft is lehet.

Minőségi, illetve ajánlható gyártmányok amelyek itthon is beszerezhetők a teljesség igénye nélkül: Marui, Guarder, ICS, Blaster, Marushin, stb.
Kaphatunk még fekete, zöld színű BB-t melyet sötét háttér előtt nem lehet észrevenni igaz célozni is nehezebb vele mivel a röppályáját nem lehet szabad szemmel követni. Van továbbá ún. BIO lövedék is amely a környezeti behatásoktól lebomlik. Ebből a fajtából most jönnek ki az első ténylegesen lebomló és elérhető árú típusok. Említésre méltó még a világítós, vagy más néven tracer BB, amelyet vagy a tárajaknál vagy a csőtorkolatnál kell erős fénnyel megvilágítani és így sötétben fluoreszkáló BB-t mint világító lövedéket használhatjuk. Ehhez megvilágítós tárat vagy csőtorkolatra szerelhető vakus elven működő toldatot, esetleg UV leddel szerelt hop-up házat kell használnunk. Illetve játék előtt egy-két órát egy 40 wattos izzó, vagy nap hatásának kitéve is tökéletesen "működik", leggyorsabban viszont UV fénnyel megvilágítva "tölthetjük fel" a lövedékeket.